# Pont fortifié

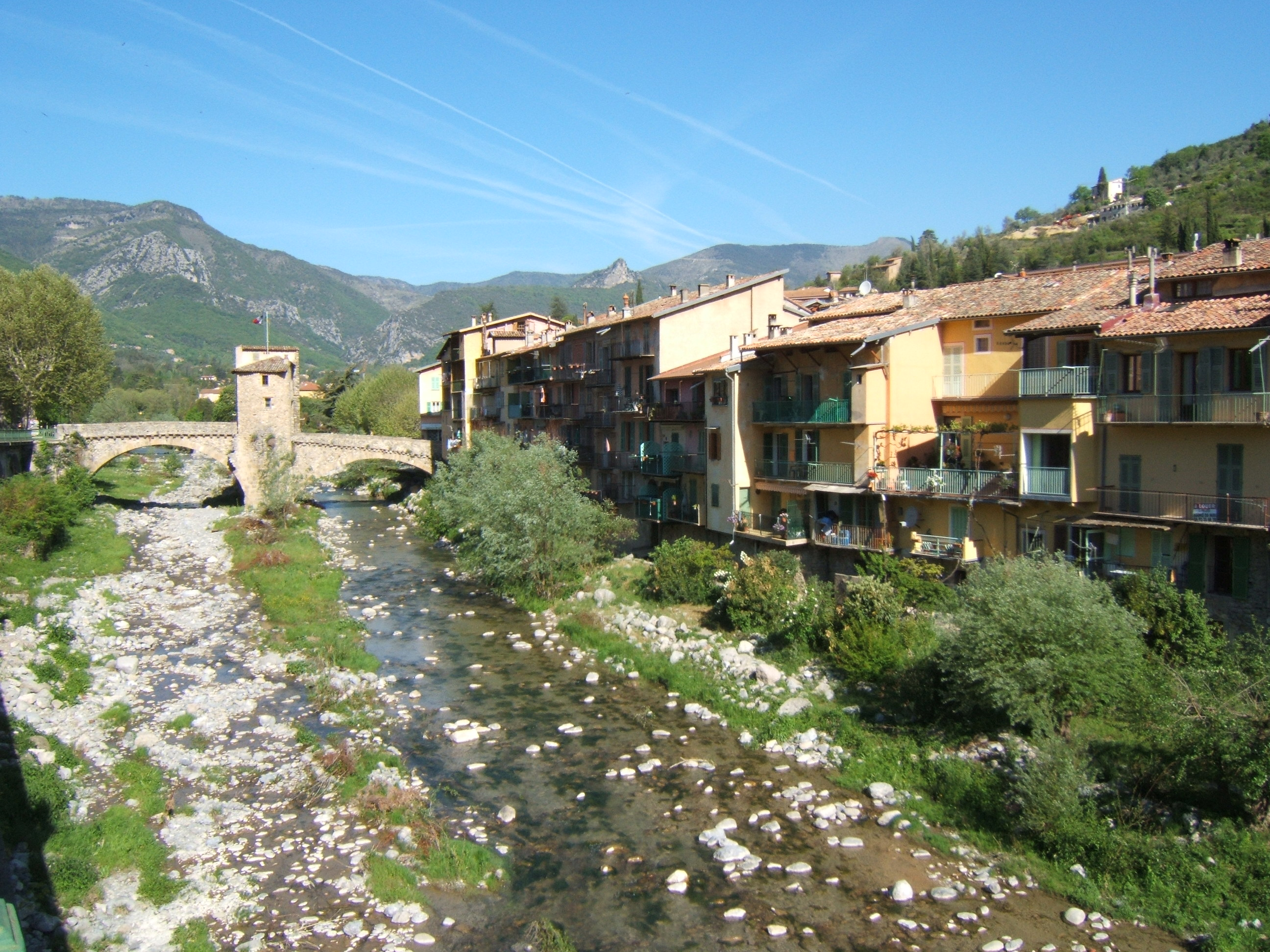
Pont Vieux à Sospel

Les ponts fortifiés, dont l'existence est connue bien avant l'invasion de la Gaule par Jules César, sont des éléments importants d'une fortification.

## Historique
Les ponts fortifiés ont évolué au fil du temps.

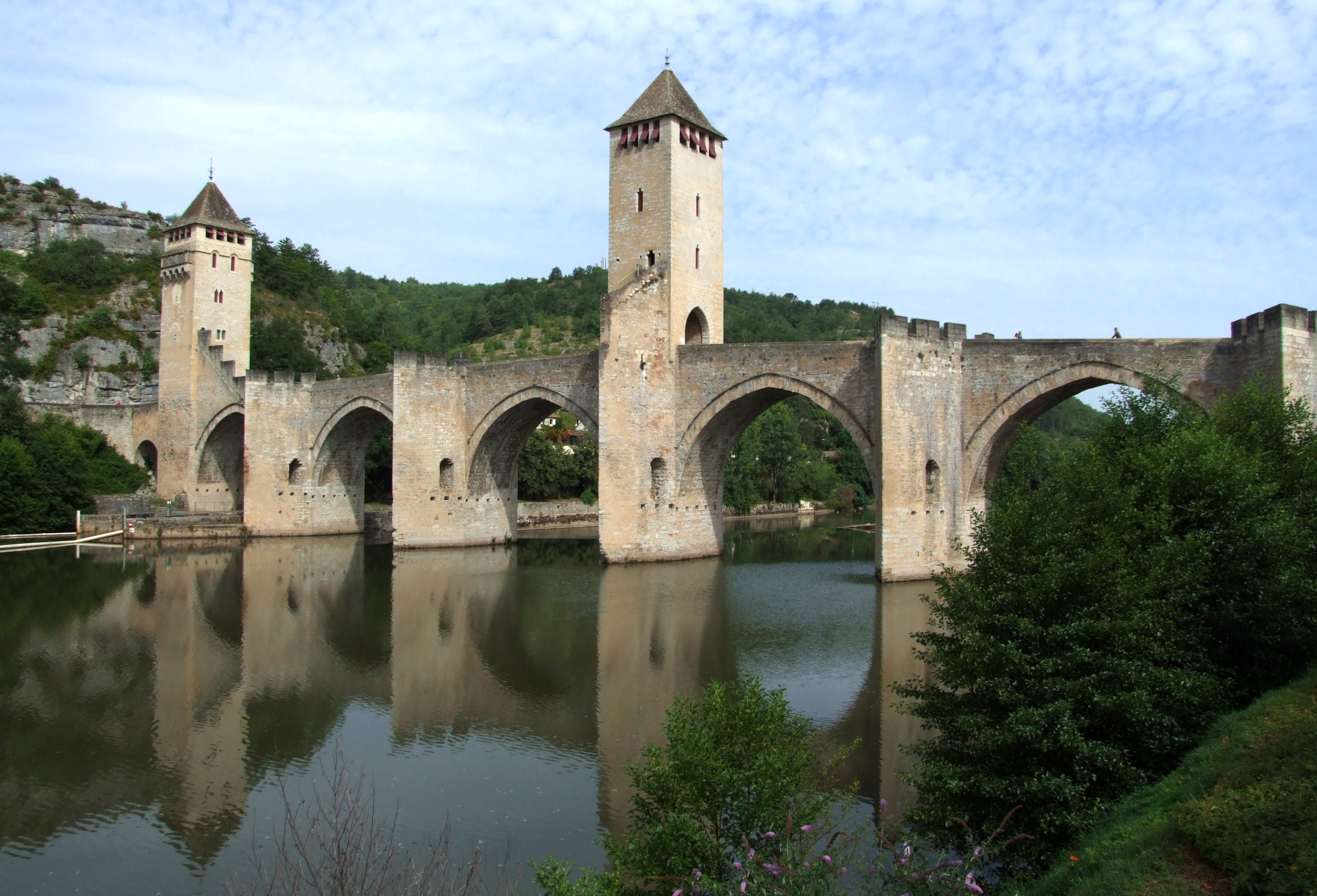
Le pont Valentré à Cahors

Dans ses  commentaires, Jules César mentionne la façon d'édifier rapidement un pont de campagne et de lui adjoindre quelques moyens de défense. 
Au Moyen Âge, un grand nombre de ponts sont fortifiés soit à leurs extrémités, soit sur le pont lui-même, par des fortifications appelées châtelets comme les grand Châtelet  et le petit Châtelet de Paris qui gardaient la Seine. Les fortins permettent à la fois de barrer la rivière aux embarcations, d'interdire le passage d'une rive à l'autre et de loger une petite garnison en état de résister à un assaut, et aussi, au cas où l'ennemi aurait contourné l'ouvrage, de l'inquiéter sur ses arrières.

## Liste de ponts fortifiés
Liste de ponts existant toujours et également que l'on peut trouver sur des cartes postales, tableaux, etc.
- Pont Valentré à Cahors

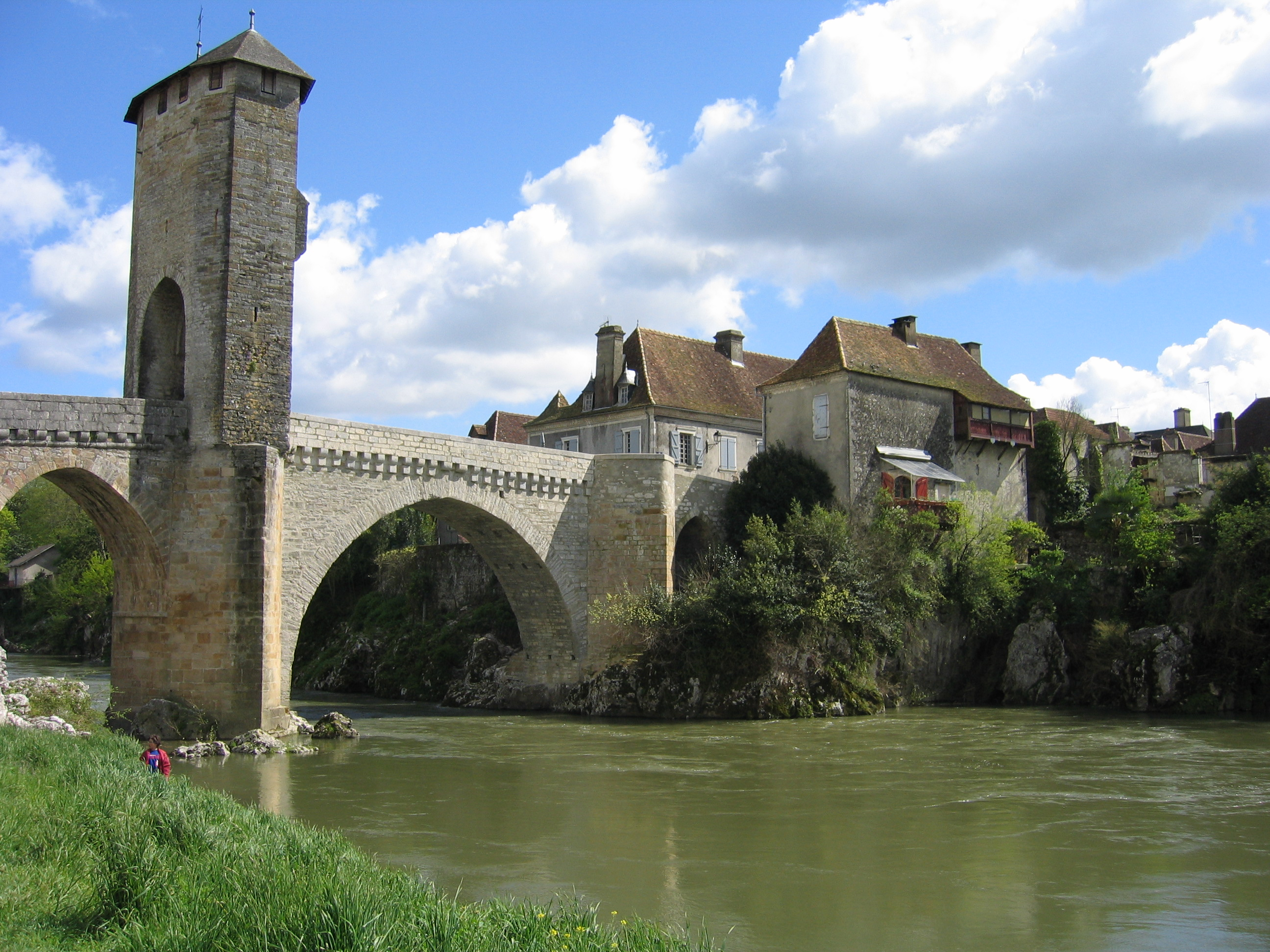
Pont-Vieux d'Orthez

- Pont de la Porte Guillaume à Chartres
- Pont d'Entrevaux
- Pont d'Espalion
- Pont de Kaysersberg sur la Weiss
- Pont fortifié sur la Seille de la porte des Allemands à Metz
- Pont fortifié sur le Paillon à Nice (n'existe plus)
- Pont d'Orthez sur le Gave de Pau
- Pont Saint-Jacques de Parthenay
- Pont de Pernes-les-Fontaines
- Ancien pont de Poissy
- Pont fortifié de Pont-de-l'Arche[2]
- Les Ponts-de-Cé
- Pont de la Légende à Sauveterre-de-Béarn
- Vieux Pont de Sospel, sur la Bévéra[3]
- Pont des Trous de Tournai (Belgique)
- Pont Sainte Catherine à Troyes
- Pont-Château de Valeggio sul Mincio (Italie)

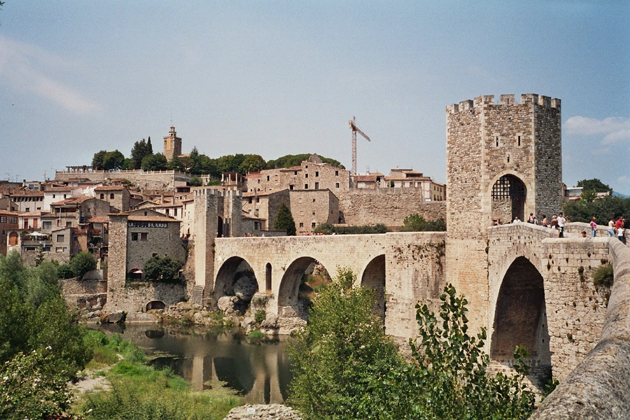
Pont fortifié de Besalú sur le Riu Fluvia en Espagne

- Pont fortifié de Besalú sur le Riu Fluvia (Espagne)
- Pont couvert à Strasbourg